# Johan Lorentz Mørch
Johan Lorentz Mørch (také Mørck; 1783, Frederiksberg – 10. prosince 1834, Ilulissat) byl dánský obchodník a inspektor Grónska.

## Životopis
Johan Lorentz Mørch byl pokřtěn 11. dubna 1783 jako syn Jørgena Petersena Mørcka a Cathrine Ane Elisabeth Møllerové. Johan Lorentz Mørch byl v roce 1805 jmenován asistentem v Appatu. Následujícího roku byl převelen do Qeqertarsuaqu. V roce 1807 se stal pomocníkem velrybáře v Killiitu a o rok později prozatímním správcem kolonie Aasiaat. Od roku 1809 byl asistentem velrybáře v Kitsissuarsuitu a v roce 1814 byl jmenován řádným správcem kolonie Aasiaat. V roce 1825 byl jmenován prozatímním inspektorem Severního Grónska poté, co Nicolai Julius Rasmussen, který byl krátce předtím rovněž jmenován prozatímním inspektorem, zemřel při výkonu své funkce. V témže roce ho vystřídal Carl Peter Holbøll. 
Johan Lorentz Mørch žil se svou grónskou hospodyní Birgithe Nielsenovou (1784-1870), dcerou dánského asistenta Larse Nielsena a Gróňanky Justiny. Měli spolu již řadu dětí, ale jejich vztah se nelíbil obchodníkům, kteří se odmítali vzít, což vedlo k protestům z Mørchovy strany. Pravděpodobně z tohoto důvodu byl následně opět degradován na asistenta, jako který působil v Aasiaatu. V roce 1827 byl opět přeložen do Kitsissuarsuitu a v roce 1830 do Ilulissatu. Tam se 13. srpna 1830 oženil s Birgithe Nielsenovou, s níž měl osm dětí. Je předkem rodu Mørchů. Prostřednictvím svého syna Hanse Petera Mørcha (1808-1876) byl dědečkem prvního grónského pastora Tobiase Mørcha (1840-1916). Johan Lorentz Mørch zemřel v Ilulissatu v roce 1834 ve věku 51 let.